# Braehead Arena
El Braehead Arena es un estadio de usos múltiples situado en Renfrewshire, en Escocia, al norte del Reino Unido. El estadio fue construido en 1999 y se encuentra dentro del complejo Braehead. La Arena antes era el campo del club de hockey sobre hielo Scottish Eagles  y ahora lo es del equipo de hockey sobre hielo de expansión Braehead Clan, que juega en la Elite Hockey League. De 2002 a 2008, Braehead Arena fue la sede del único equipo de baloncesto profesional de Escocia, los Scottish Rocks. También ha sido sede de una gran variedad de eventos deportivos locales y conciertos.